# Megapodius eremita
Frango-do-mato-ermitão, frango-do-mato-eremita ou frango-do-mato-melanésio (Megapodius eremita) é uma espécie de ave da família Megapodiidae.
Pode ser encontrada nos seguintes países: Papua-Nova Guiné e Ilhas Salomão.
Os seus habitats naturais são: florestas subtropicais ou tropicais húmidas de baixa altitude e regiões subtropicais ou tropicais húmidas de alta altitude.